# Ėlla Pamfilova
Ėlla Aleksandrovna Pamfilova, nata Lekomceva (in russo Элла Александровна Памфилова?; Olmaliq, 12 settembre 1953), è una politica russa, Presidente della Commissione elettorale centrale dal 28 marzo 2016.

## Biografia
Nacque nella cittadina di Olmaliq, nella Repubblica Socialista Sovietica Uzbeka, da Aleksandr Savel'evyč e Polina Nikitična, venendo cresciuta prevalentemente dal nonno Savelij Lekomcev, un kulako russo esiliato in Asia centrale negli anni '30. Dopo gli studi superiori, nei quali ottenne discreti risultati, iniziò a studiare presso la Facoltà di Giornalismo dell'Università statale di Mosca, nonostante i genitori l'avessero spinta verso una carriera in campo medico. Gli studi universitari si interruppero tuttavia a causa del mancato pagamento delle quote del Komsomol e per la mancanza di pubblicazioni, per cui passò all'Istituto di ingegneria elettrica di Mosca, diplomandosi nel 1976 con la qualifica di ingegnere elettronico. Durante la sua permanenza all'istituto incontrò e sposò Nikita Pamfilov, dando poi alla luce nel 1977 la figlia Tat'jana.
Dopo gli studi iniziò a lavorare presso un impianto di riparazione meccanica della Mosenergo per poi trasferirsi tra il 1979 e il 1980 insieme al marito, richiamato come ufficiale dalla riserva, probabilmente nella penisola di Taman'. Tornati a Mosca Pamfilova riprese il suo lavoro alla Mosenergo, divenendo poi caporeparto e presidente della commissione sindacale.
Nel 1985 si è iscritta al Partito Comunista (PCUS), venendo poi eletta nel 1989 al Congresso dei deputati del popolo dove è divenuta membro del Comitato per l'ecologia e l'uso razionale delle risorse naturali; nel luglio 1990 ha lasciato il Partito Comunista unendosi all'opposizione democratica ed è stata inoltre membro della segreteria della Commissione suprema sui privilegi e i benefici e della Commissione anticorruzione. Nel novembre 1991 con decreto del Presidente Boris El'cin viene nominata Ministro della protezione sociale, salvo poi rassegnare le proprie dimissioni nel 1992; queste tuttavia non furono firmate da El'cin e quindi rimase in carica come ministro anche dopo l'elezione alla Duma di Stato nel 1993 col partito Scelta Democratica della Russia (DVR) di Egor Gajdar. La stampa affermò che Pamfilova avrebbe presentato le proprie dimissioni per protestare proprio contro la rimozione di Gajdar dalla guida del governo. Sempre nel 1993 ha partecipato alla commissione istituita da El'cin per la redazione della Costituzione della Federazione Russa.
Nel marzo 1994 rassegnò nuovamente le dimissioni dalla carica di ministro in disaccordo con la politica del governo ed entrò nella Commissione per il lavoro e la politica sociale della Duma. Durante il suo mandato parlamentare tentò di far approvare un disegno di legge per l'abolizione dell'immunità parlamentare e si oppose apertamente alla Prima guerra cecena, sostenendo un disegno di legge che promuoveva la risoluzione pacifica del conflitto. Nel novembre dello stesso anno lasciò DVR.
Alle elezioni parlamentari del 1995 si presentò con un blocco formato con Aleksandr Gurov e Vladimir Lysenko sostenuto dal Partito Repubblicano (RPRF) e nonostante il blocco non riuscì a superare la soglia di sbarramento Pamfilova risultò nuovamente eletta alla Duma nel collegio uninominale di Kaluga; nel 1996 è entrata nel gruppo dei deputati delle regioni ed è divenuta vicepresidente della Commissione per le donne, la famiglia e gli affari giovanili per poi passare alla Commissione per la sicurezza dove si è occupata di sicurezza sociale, violenza domestica, bambini di strada e lotta a tossicodipendenza ed alcolismo. Nel corso degli anni '90 ha inoltre fatto parte su base volontaria della Commissione del Presidente per la ricerca di prigionieri, ostaggi e cittadini internati. Durante il secondo mandato alla Duma ha fondato il movimento panrusso Per una Russia Sana, poi confluito nel 1998 nel movimento Per la Dignità Civile.
Si è presentata alle elezioni presidenziali del 2000, divenendo la prima donna a candidarsi alla carica di Presidente, classificandosi tuttavia al 7º posto con poco più dell'1% dei voti.
Dal 17 aprile 2000 al dicembre 2002 è stata membro della Commissione pubblica nazionale per l'indagine sui reati e sul rispetto dei diritti umani nel Caucaso settentrionale. Successivamente nel 2002 con decreto del Presidente Vladimir Putin è stata nominata Presidente della Commissione per i diritti umani sotto il Presidente della Federazione Russa. Nel 2013 l'attivista Lev Ponomarëv l'ha proposta come Commissario dei diritti umani in sostituzione di Vladimir Lukin, in vista dello scadere del suo mandato, e la sua candidatura è stata supportata anche dalla Camera civica.
Il 3 marzo 2016 è divenuta membro della Commissione elettorale centrale nella quota nominata dal Presidente della Federazione Russa e successivamente il 28 marzo è stata eletta con 14 voti su 15 a capo della stessa commissione, salvo esser stata dispensata anticipatamente dalla carica di Commissario dei diritti umani.